# Tulip
Hoa tuy-líp (bắt nguồn từ từ tiếng Pháp Tulipe) (danh pháp khoa học: Tulipa), còn được viết là tulip theo tiếng Anh, còn có tên gọi khác là uất kim hương (chữ Hán: 鬱金香), là một chi thực vật có hoa trong họ Liliaceae.
Các loài Tulip vốn có nguồn gốc ở vùng Trung Đông, được đưa vào châu Âu vào thế kỷ XVI, từ Đế chế Ottoman (Thổ Nhĩ Kì ngày nay) và rất được ưa thích tại Hà Lan lúc bấy giờ và nó cũng chính là nguyên nhân gây ra việc đầu cơ củ tulip khi cầu vượt cung, "Hội chứng hoa tulip" là một thuật ngữ kinh tế ra đời sau thời kỳ bong bóng đầu cơ hoa tulip tan vỡ. Hiện nay hoa tulip được trồng ở khắp nơi trên thế giới. Hà Lan nổi tiếng là nước xuất khẩu hoa Tulip và có nhiều phong cảnh cánh đồng hoa tuyệt đẹp.
Có khoảng 150 loài đang phát triển tại Bắc Phi và châu Âu đến Trung Á và Đông Á. Nhiều giống lai được sử dụng làm cây cảnh ở các công viên và các khu vườn cũng như hoa cắt để trang trí.
Mùa hoa nở thường là vào tháng 4 đến tháng 5.

## Trồng trọt

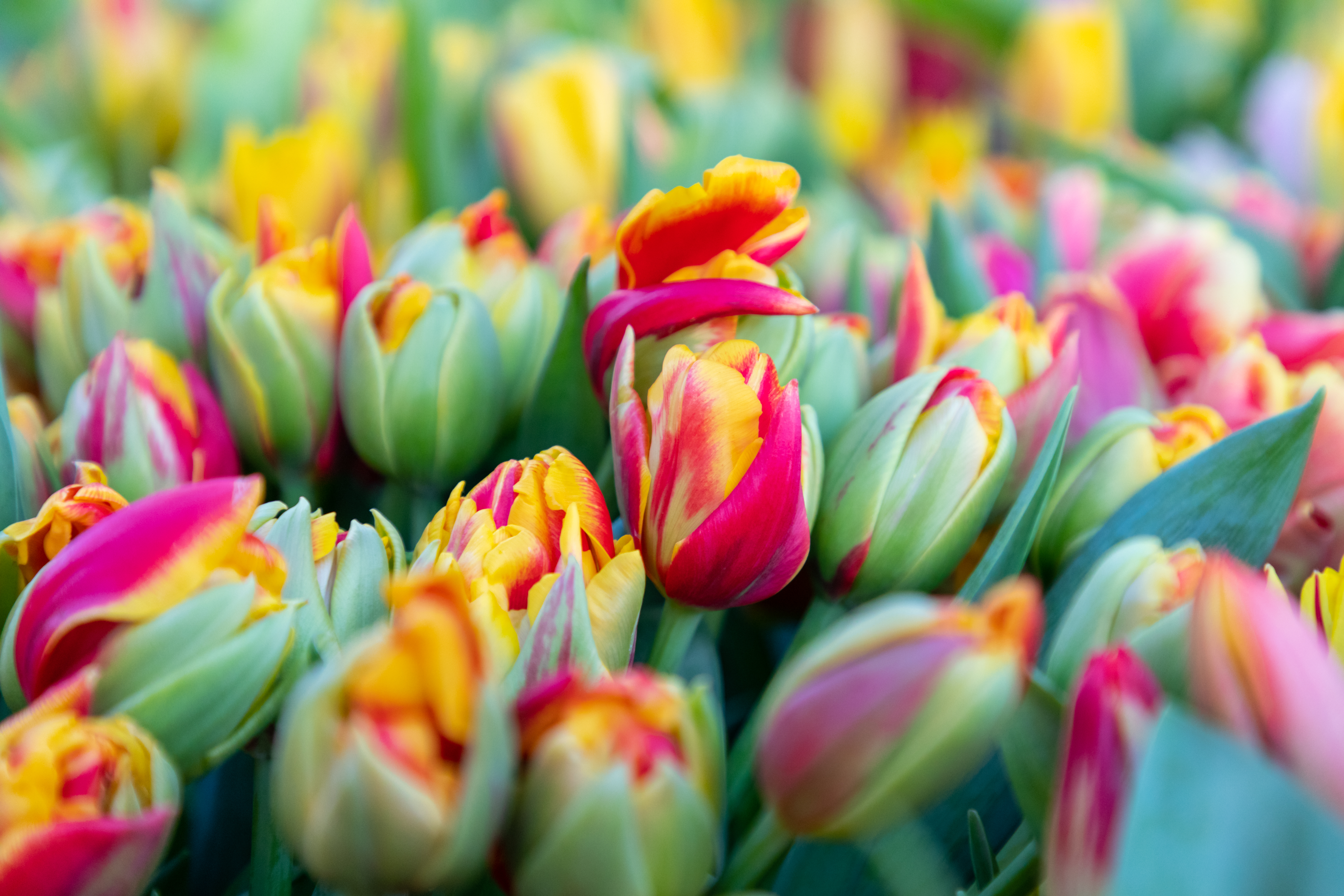

Từ hoa tulip hoang được vun trồng thành hoa tulip vườn. Trong vòng 400 năm, hàng ngàn giống hoa tulip hoang dã đã xuất hiện và phát triển. Tulips cần độ ẩm vào mùa xuân, nóng khô vào mùa hè, trên đất giàu dinh dưỡng với độ pH 6,5-7,0 (để các củ phát triển tốt nhất), cần đêm mát mẻ và mùa đông lạnh để phát triển mạnh.
Hoa tulip có thể nhân giống bằng hạt hay củ mầm.

## Sử dụng

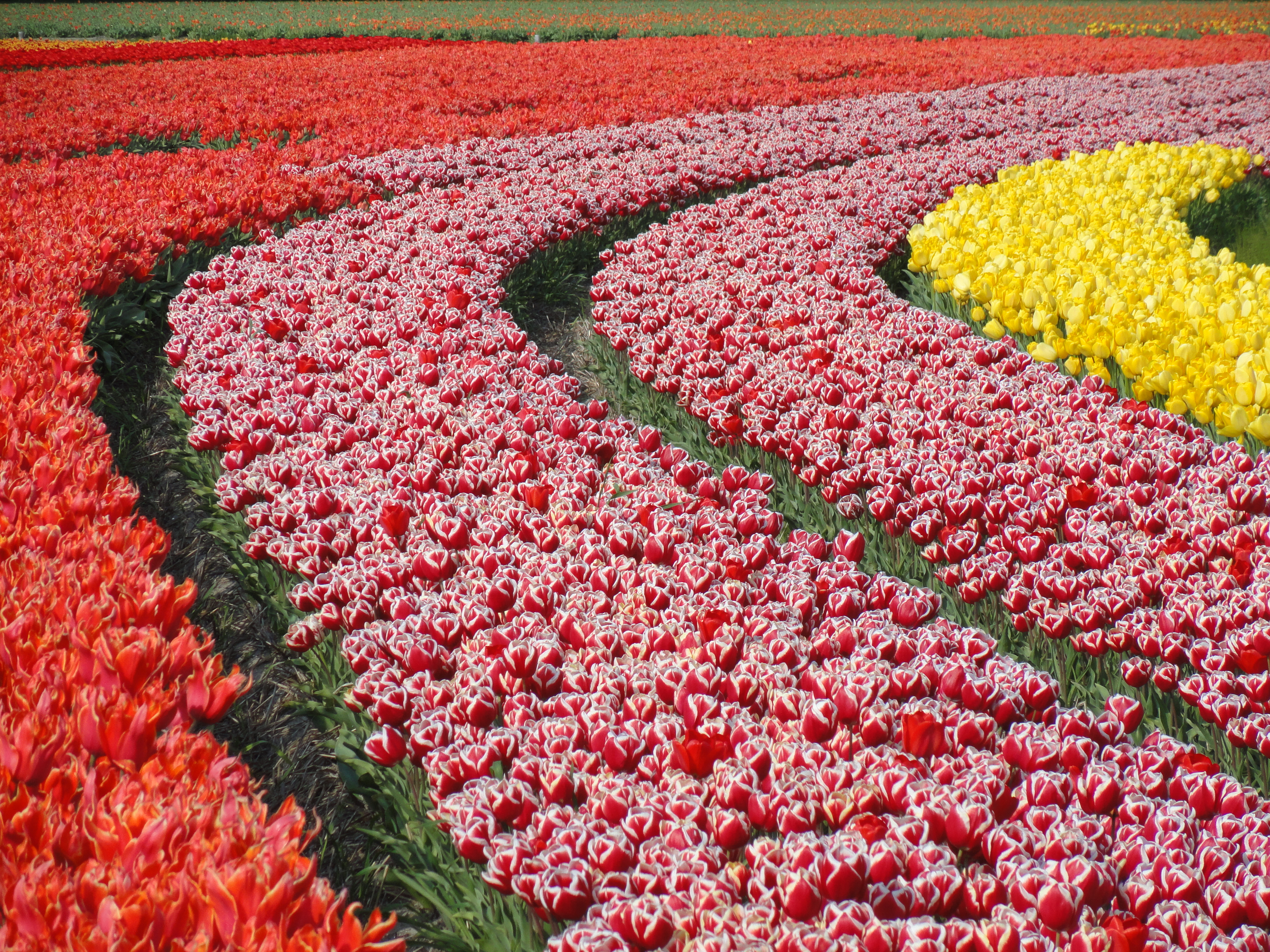
Công nghiệp trồng hoa tulip tại Hà Lan

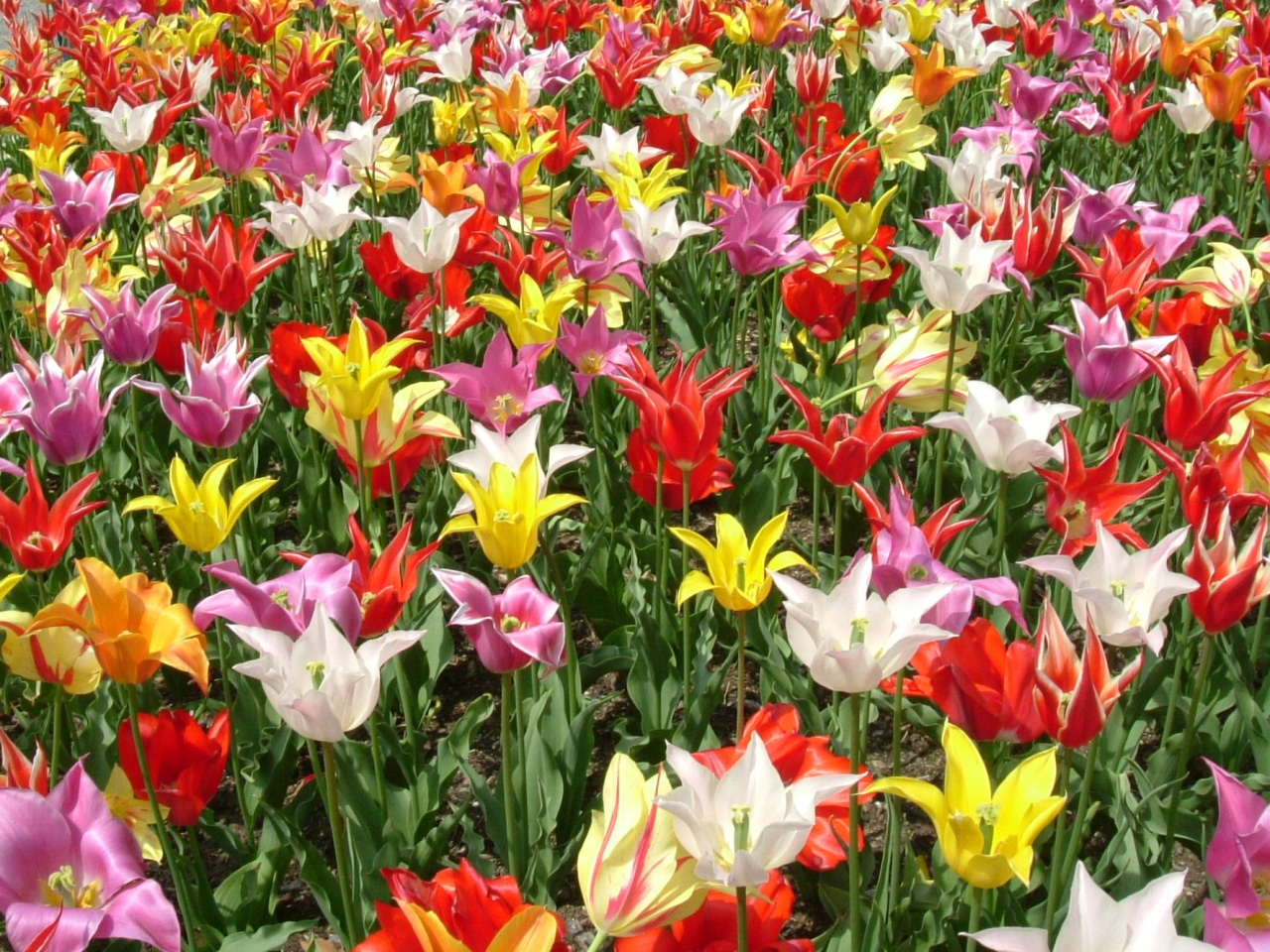
Cánh đồng hoa tulip

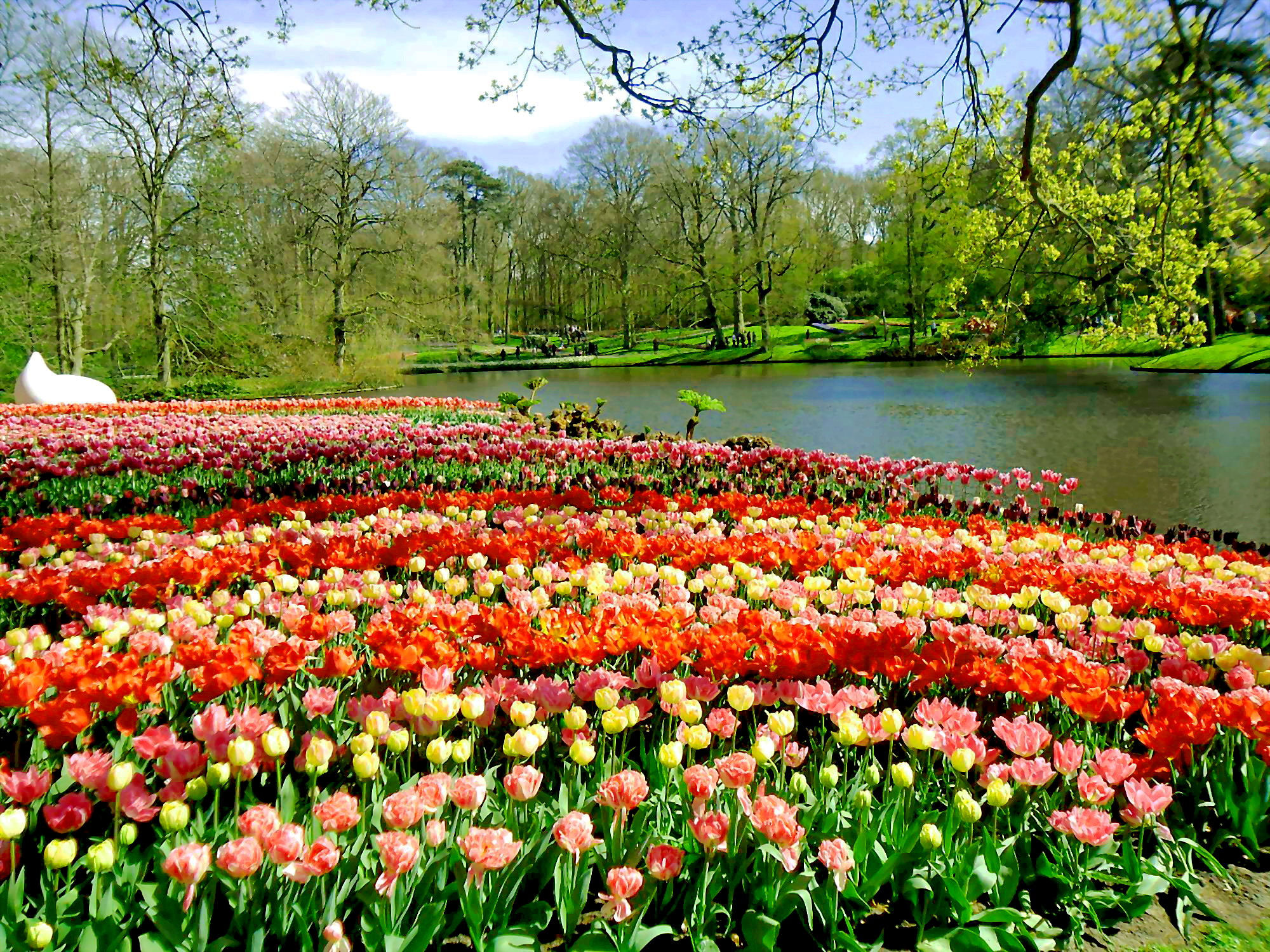
Hoa tulip được trồng nhiều trong công viên Keukenhof, Hà Lan.

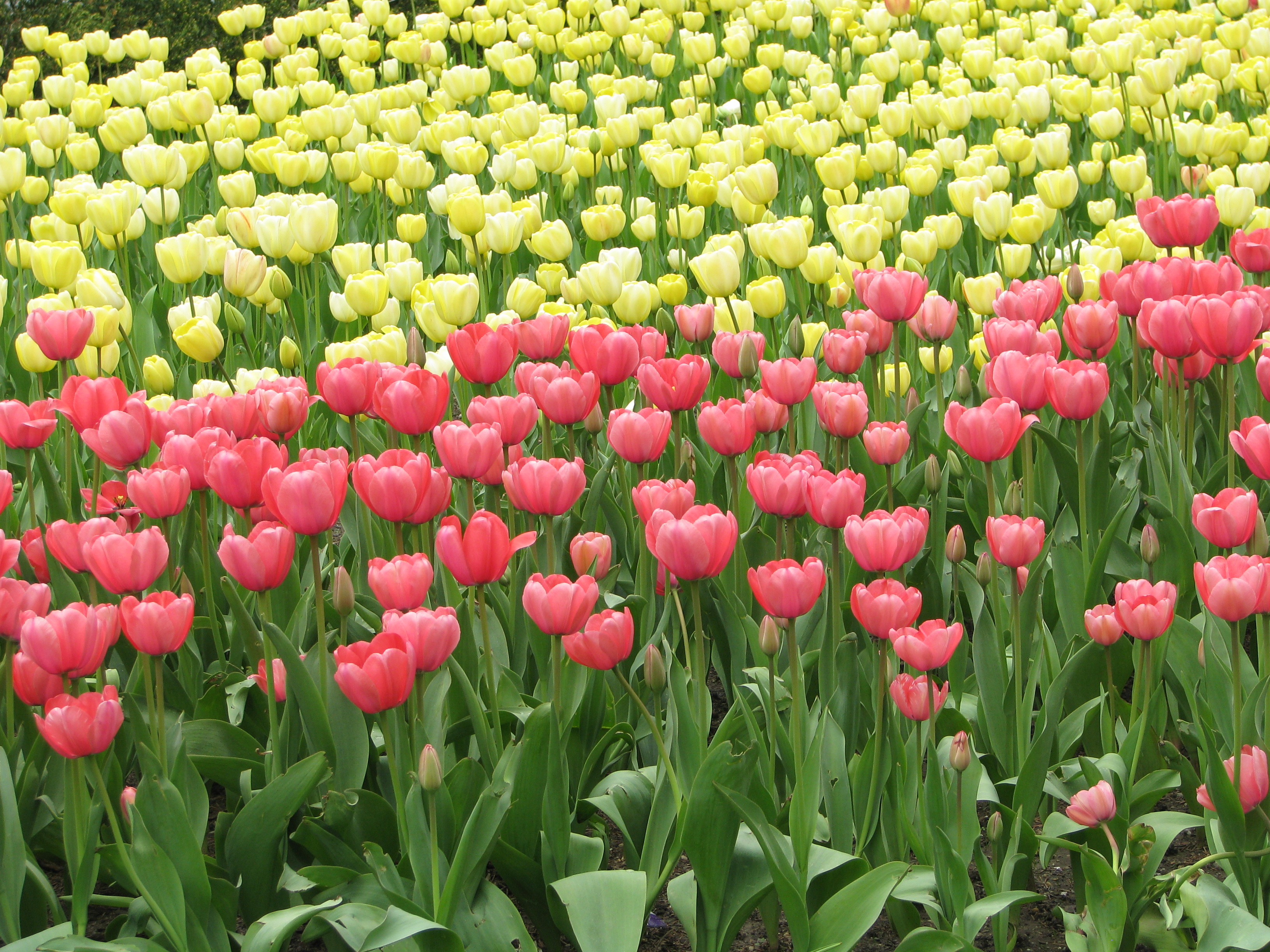
Vườn hoa tulip tại Công viên Trung tâm (Central Park) tại trung tâm Manhattan thuộc Thành phố New York, Hoa Kỳ

Tulip là cây cảnh quan trọng, vừa như hoa vườn vừa như hoa trang trí. Khoảng 80% sản lượng thế giới đến từ Hà Lan. Tại đó hiện đang vun trồng khoảng 1200 loại, tuy nhiên, khoảng 40 loại phổ thông nhất được trồng trên một nửa diện tích trồng trọt. Trong số hơn 9500 ha đất trồng trọt hoa tulip tại Hà Lan thì khoảng 90% là Tulipa Gesneriana, phần còn lại chủ yếu là Tulipa kaufmanniana, Tulipa greigii, và Tulipa fosteriana.
Trong y học hoặc ứng dụng y tế, tulip gần như không có giá trị. Thậm chí hoa còn có thể độc hại cho con người và động vật (ví dụ như ngựa, chó và mèo cũng như cho động vật gặm nhấm). Các Tulipanin chứa trong củ và mầm có thể gây ra nôn mửa, và các rối loạn dạ dày và đường ruột, dạ dày quặn thắt và những điều khác.

## Danh sách loài
- Tulipa abatinoi
- Tulipa acrocarpa
- Tulipa acuminata
- Tulipa acutiflora
- Tulipa affinis
- Tulipa afghanica
- Tulipa agenensis

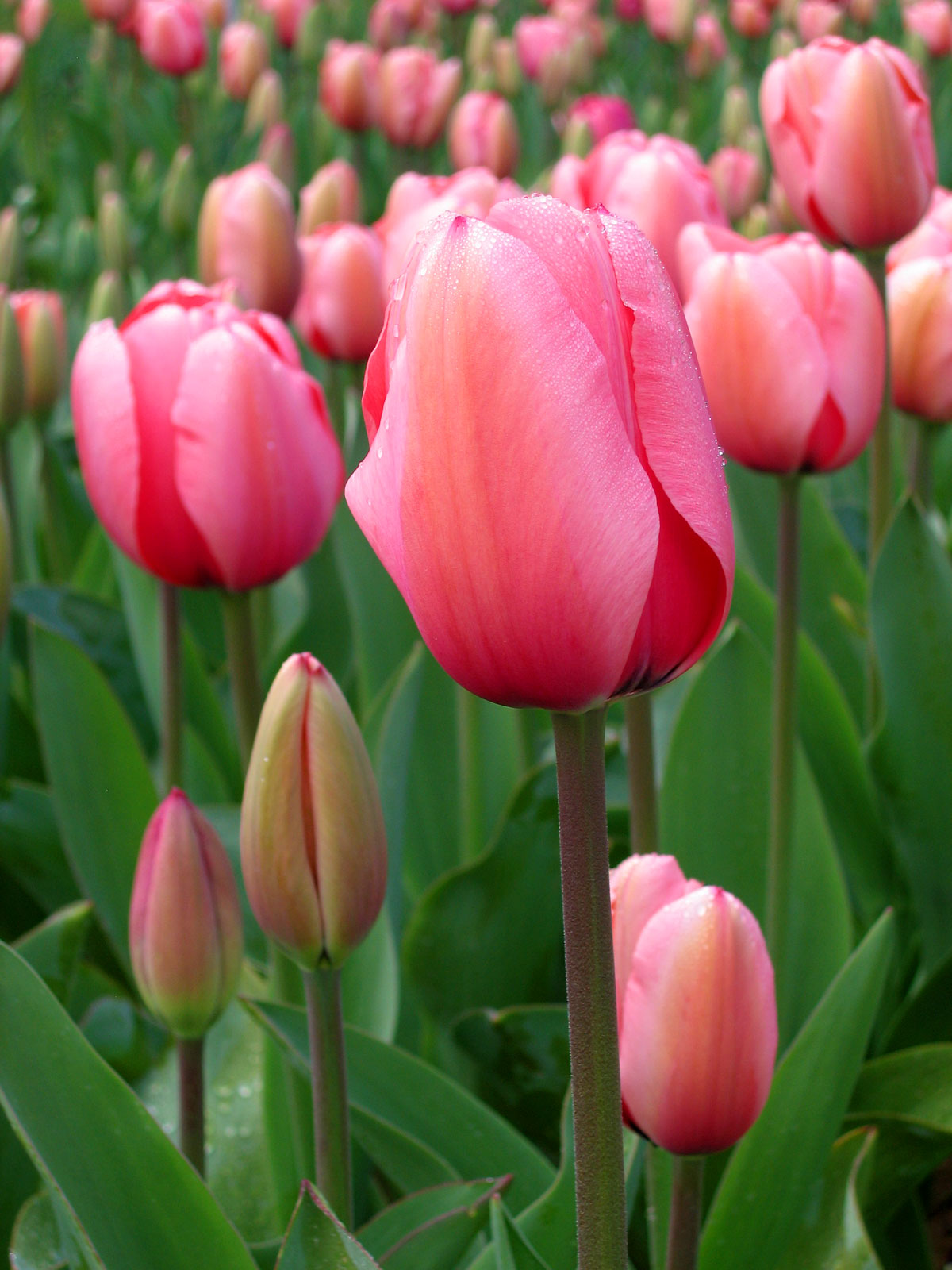
Tulipa floriade

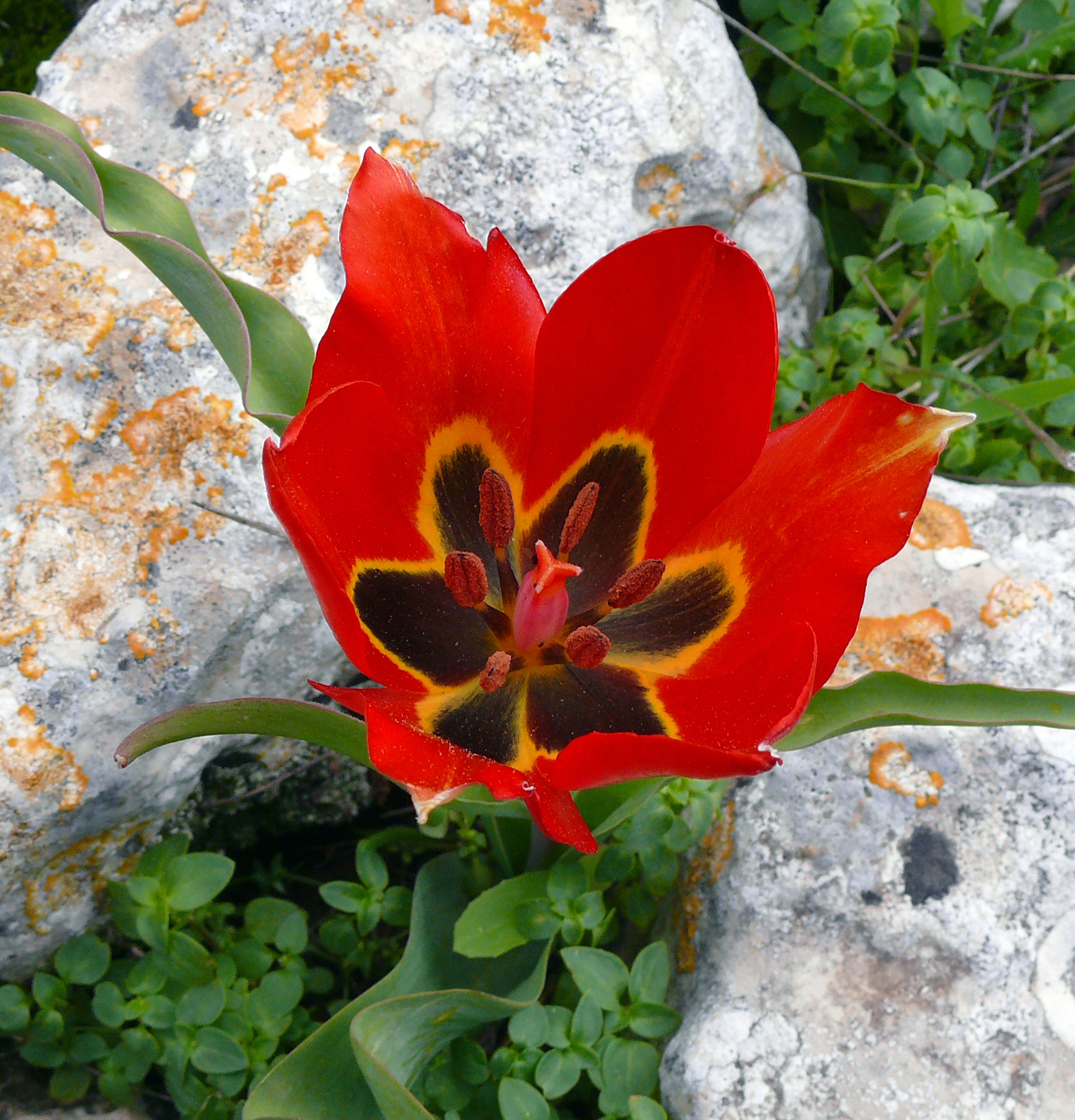
Tulipa agenensis, Israel

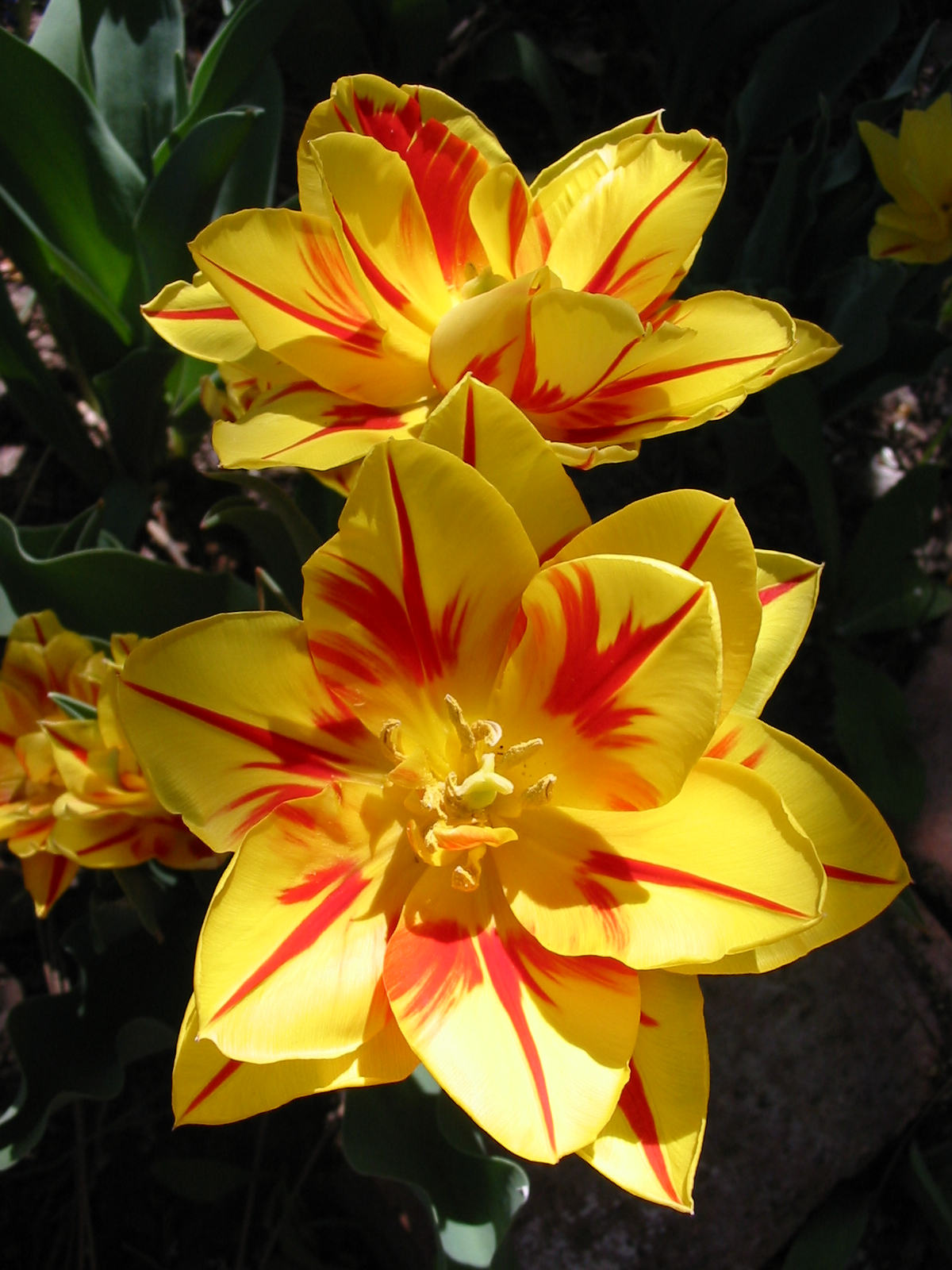
Tulip 'Monsella' lai giống

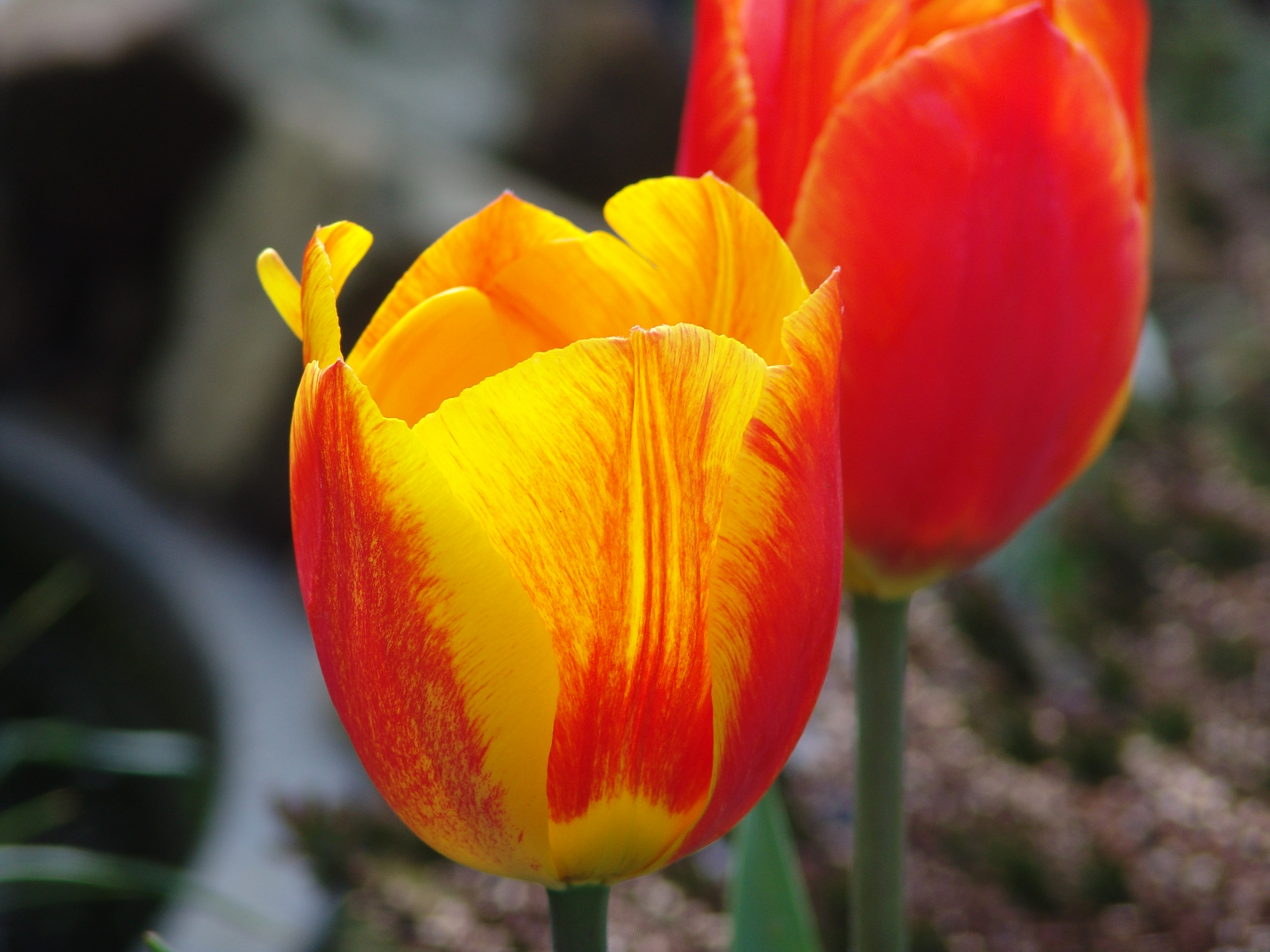

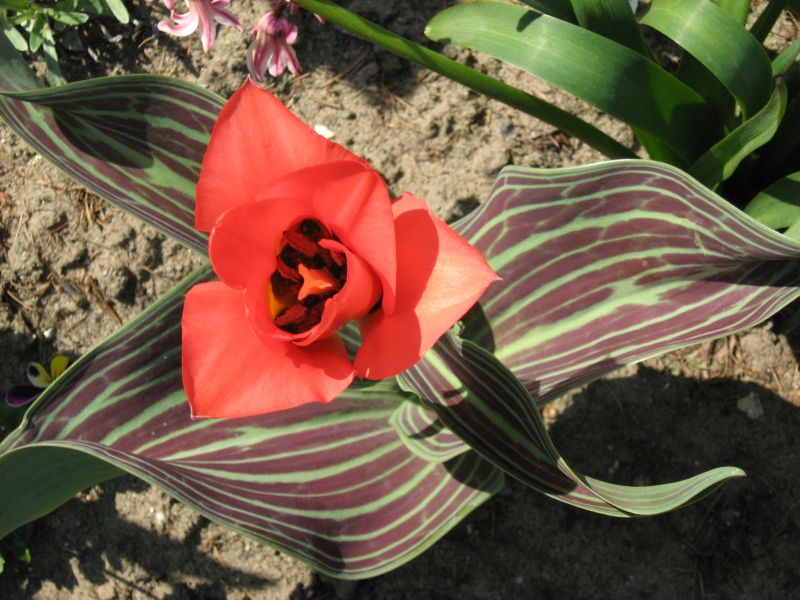
Tulipa greigii

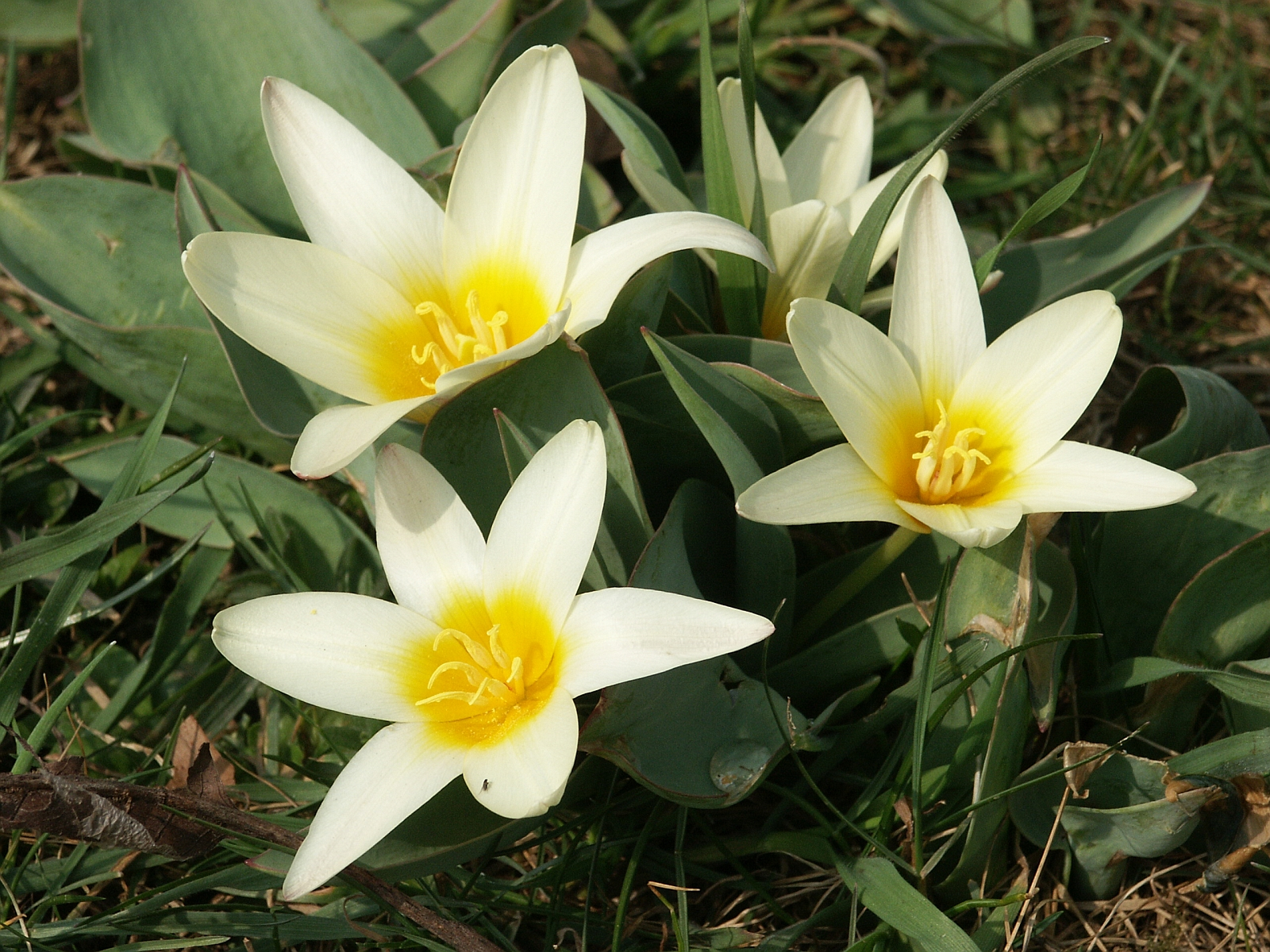
Tulipa kaufmanniana

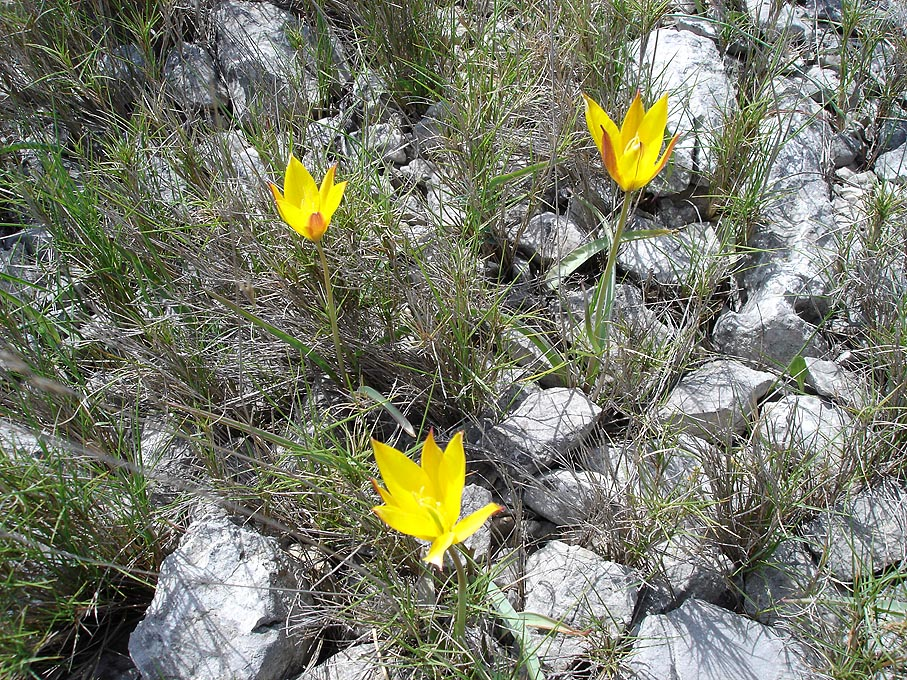
Tulipa sylvestris subsp. australis

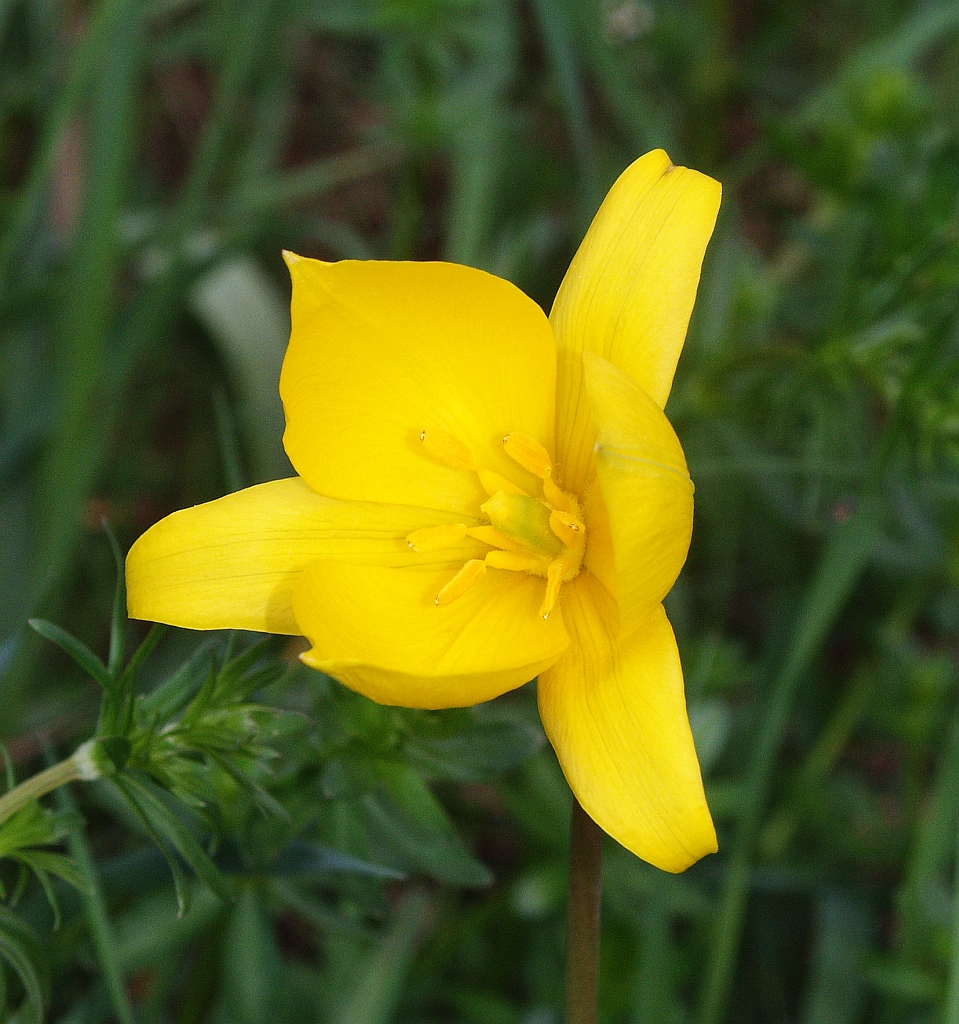
Tulipa sylvestris

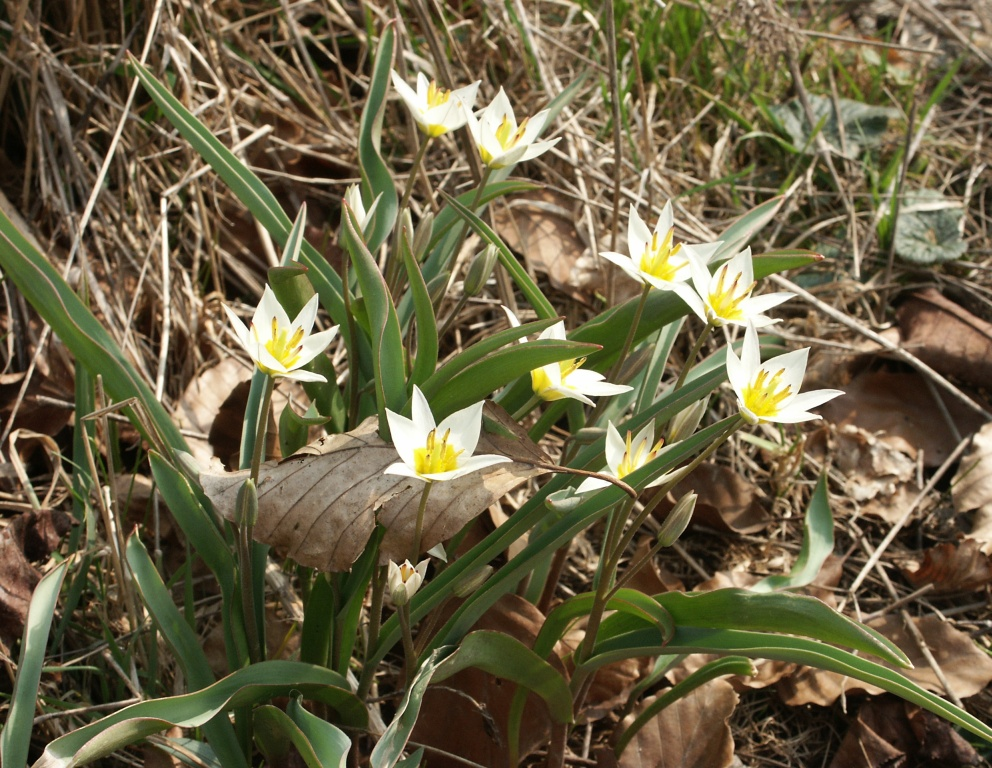
Tulipa turkestanica

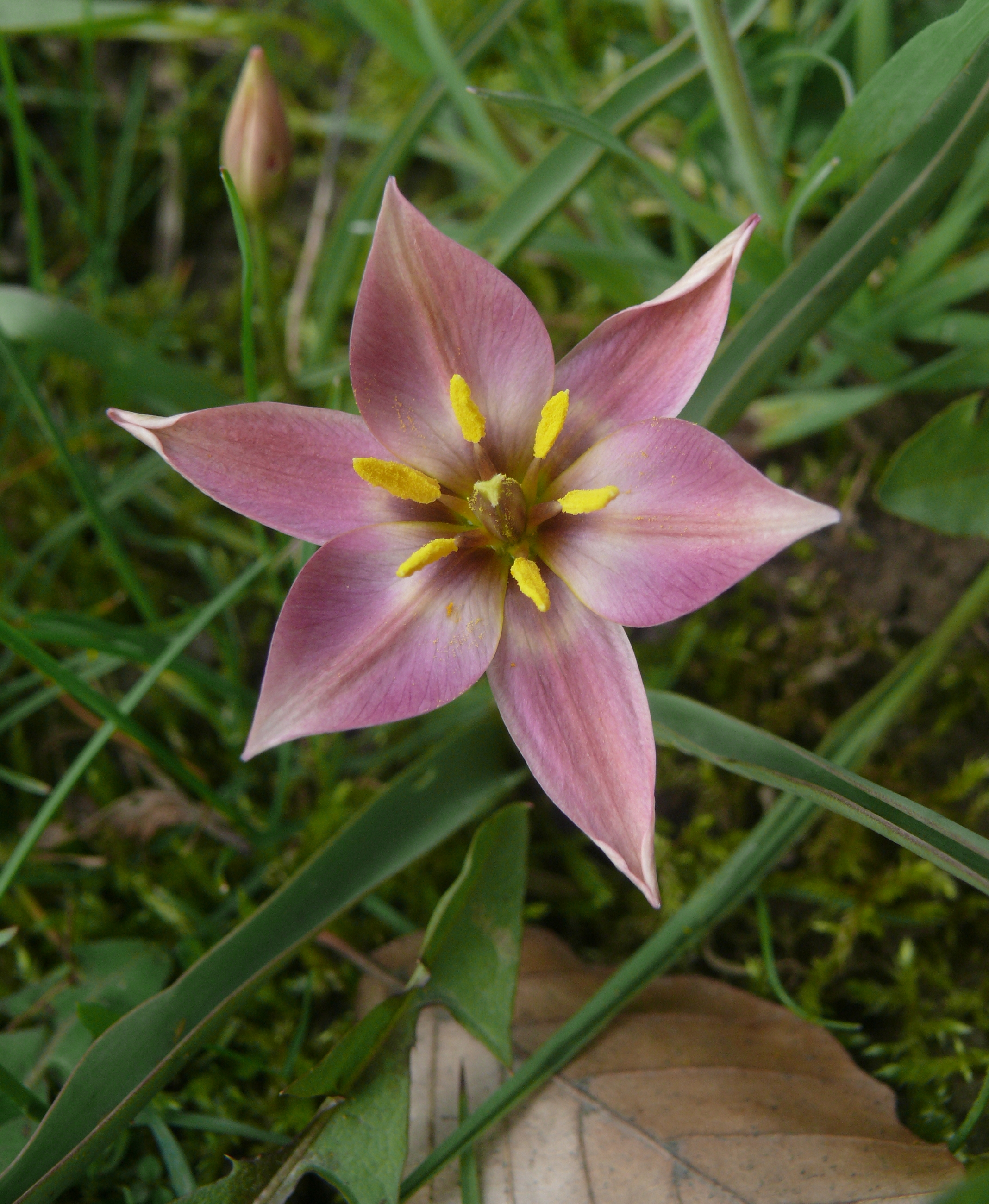
Tulipa aucheriana

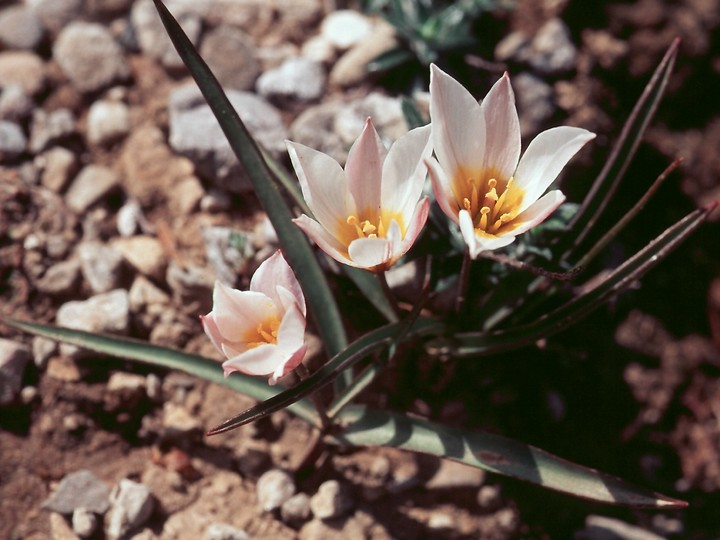
Tulipa cretica

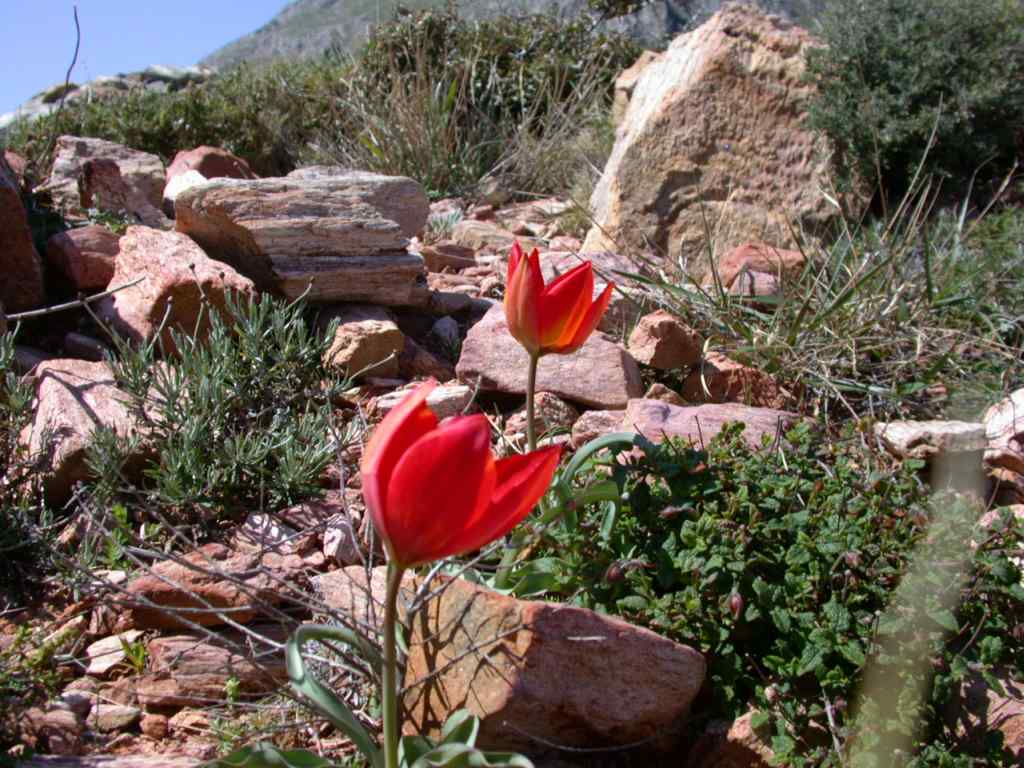
Tulipa goulimyi

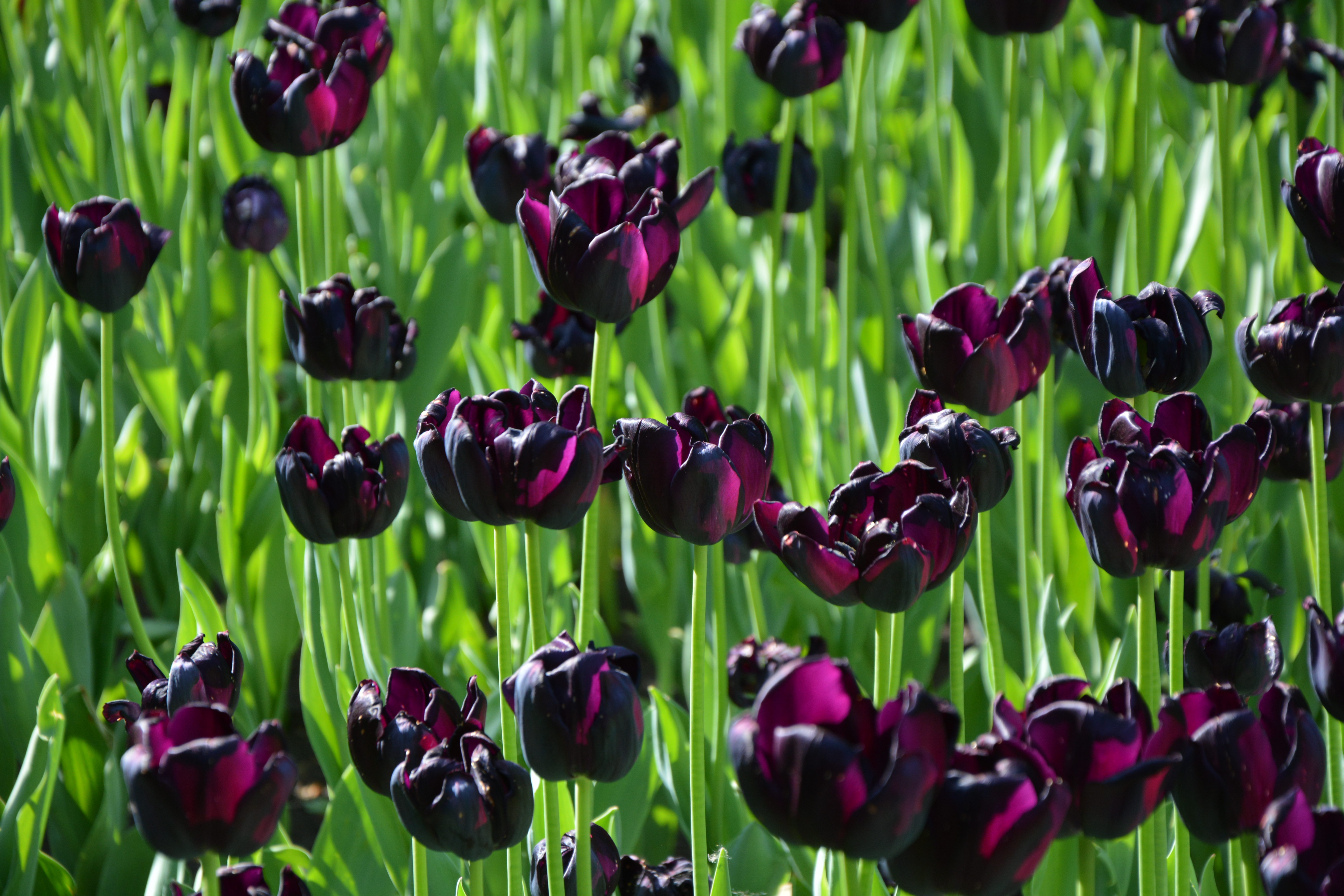
Tulip đen

  - Tulipa agenensis subsp. sharonensis
- Tulipa aitchisonii
- Tulipa alberti
- Tulipa albertii
- Tulipa aleppensis
- Tulipa aleppica
- Tulipa alpestris
- Tulipa alpina
- Tulipa altaica
  - Tulipa altaica var. ferganica
- Tulipa amabilis
- Tulipa anadroma
- Tulipa androssowi
- Tulipa anhuiensis
- Tulipa anisophylla
- Tulipa apula
- Tulipa aristata
- Tulipa armena
  - Tulipa armena f. galatica
  - Tulipa armena var. lycica
- Tulipa atheniensis
- Tulipa aucheriana
- Tulipa aurea
- Tulipa aureolina
- Tulipa australis
- Tulipa aximensis
- Tulipa bakeri
- Tulipa balcanica
- Tulipa baldaccii
- Tulipa banuensis
- Tulipa batalini
- Tulipa batalinii
- Tulipa beccariana
- Tulipa behmiana
- Tulipa bessarabica
- Tulipa bicolor
- Tulipa biebersteiniana
  - Tulipa biebersteiniana var. tricolor
- Tulipa biflora
- Tulipa billietiana
- Tulipa binutans
- Tulipa bithynica
- Tulipa boeltgeri
- Tulipa boeotica
- Tulipa boissieri
- Tulipa bonarotiana
- Tulipa borszczowi
- Tulipa botschantzevae
- Tulipa brachyanthera
- Tulipa brachystemon
- Tulipa breyniana
- Tulipa browniana
- Tulipa brujniana
- Tulipa bucharica
- Tulipa buhseana
- Tulipa butkovii
- Tulipa callieri
- Tulipa campsopetala
- Tulipa carinata
- Tulipa caucasica
- Tulipa celsiana
- Tulipa chrysantha
- Tulipa chrysobasis
- Tulipa ciliatula
- Tulipa cinnabarina
- Tulipa clusiana
  - Tulipa clusiana f. cashmeriana
  - Tulipa clusiana f. clusianoides
  - Tulipa clusiana f. diniae
  - Tulipa clusiana f. fernandezii
  - Tulipa clusiana f. porphyreochrysantha
  - Tulipa clusiana f. stellata
  - Tulipa clusiana var. cashmeriana
  - Tulipa clusiana var. chrysantha
  - Tulipa clusiana var. clusiana
  - Tulipa clusiana var. clusianoides
  - Tulipa clusiana var. stellata
  - Tulipa clusiana var. chrysantha
- Tulipa concinna
- Tulipa confusa
- Tulipa connivens
- Tulipa coronaria
- Tulipa corynestemon
- Tulipa cretica
- Tulipa crispatula
- Tulipa crocata
- Tulipa cypria
- Tulipa cypriani
- Tulipa dammani
- Tulipa dasystemon
- Tulipa dasystemonoides
- Tulipa didieri
- Tulipa doerfleri
- Tulipa dubia
- Tulipa dykesiana
- Tulipa edulis
- Tulipa eichleri
  - Tulipa eichleri var. micheliana
- Tulipa elegans
- Tulipa elwesi
- Tulipa erythronioides
- Tulipa etrusca
- Tulipa eunanthiae
- Tulipa ferganica
- Tulipa fernandezii
- Tulipa florenskyi
- Tulipa florentina
- Tulipa foliosa
- Tulipa fosteriana
- Tulipa foxiana
- Tulipa fragrans
- Tulipa fransoniana
- Tulipa fulgens
- Tulipa galatica
- Tulipa gallica
- Tulipa gesneriana
- Tulipa giselae
- Tulipa glaucophylla
- Tulipa goulimyi
- Tulipa graminifolia
- Tulipa greigi
- Tulipa greigii
- Tulipa grengiolensis
- Tulipa grisebachiana
- Tulipa grisebachii
- Tulipa hafisii
- Tulipa hageri
- Tulipa halophila
- Tulipa harazensis
- Tulipa hayatii
- Tulipa heliophthalma
- Tulipa hellespontica
- Tulipa heterochroa
- Tulipa heteropetala
- Tulipa heterophylla
- Tulipa heweri
- Tulipa hexagonata
- Tulipa hispanica
- Tulipa hissarica
- Tulipa hoogiana
- Tulipa hortensis
- Tulipa hortulanorum
- Tulipa humilis
  - Tulipa humilis subsp. matinae
  - Tulipa humilis var. coerulea-oculata
- Tulipa hungarica
  - Tulipa hungarica subsp. rhodopea
  - Tulipa hungarica subsp. undulatifolia
  - Tulipa hungarica var. undulatifolia
- Tulipa hypanica
- Tulipa iliensis
- Tulipa ingens
- Tulipa julia
- Tulipa kaghyzmanica
- Tulipa karabachensis
- Tulipa karamanica
- Tulipa karatavica
- Tulipa kaufmanniana
- Tulipa kesselringi
- Tulipa koktebelica
- Tulipa kolpakowskiana
- Tulipa kopetdaghensis
- Tulipa korolkowi
- Tulipa korshinskyi
- Tulipa krauseana
- Tulipa kurdica
- Tulipa kuschkensis
- Tulipa laciniata
- Tulipa lanata
- Tulipa latifolia
- Tulipa lehmanniana
- Tulipa leichtlini
- Tulipa levieri
- Tulipa libanotica
- Tulipa linifolia
  - Tulipa linifolia f. chrysantha
- Tulipa lipskyi
- Tulipa lortetii
- Tulipa lownei
- Tulipa lurida
- Tulipa lutea
- Tulipa macedonica
- Tulipa maculata
- Tulipa maleolens
- Tulipa marjoletti
- Tulipa marjolettii
- Tulipa marshalliana
- Tulipa martelliana
- Tulipa mauriana
- Tulipa mauriannensis
- Tulipa mauritiana
- Tulipa maximowiczii
- Tulipa media
- Tulipa micheliana
- Tulipa microgyna
- Tulipa minervae
- Tulipa mischtschenkoana
- Tulipa mogoltavica
- Tulipa montana
  - Tulipa montana var. chrysantha
- Tulipa monticola
- Tulipa mucronata
- Tulipa narcissiodora
- Tulipa neglecta
- Tulipa neilreichii
- Tulipa neustruevae
- Tulipa nitida
- Tulipa nutans
- Tulipa oculus-solis
- Tulipa odoratissima
- Tulipa ophiophylla
- Tulipa oreophila
- Tulipa orientalis
- Tulipa orithyioides
- Tulipa ornithogaloides
- Tulipa orphanidea
- Tulipa orphanidesii
- Tulipa orthopoda
- Tulipa ostrowskiana
- Tulipa oxypetala
- Tulipa paradasystemon
- Tulipa paschalis
- Tulipa passeriniana
- Tulipa patens
- Tulipa pavlovii
- Tulipa persica
- Tulipa planifolia
- Tulipa platystemon
- Tulipa platystigma
- Tulipa polychroma
- Tulipa praecox
- Tulipa praestans
- Tulipa primulina
- Tulipa prolongata
- Tulipa pubescens
- Tulipa pudica
- Tulipa pulchella
  - Tulipa pulchella var. humilis
- Tulipa pumila
- Tulipa quercetorum
- Tulipa raddii
- Tulipa regeli
- Tulipa repens
- Tulipa retroflexa
- Tulipa rhodopea
- Tulipa riparia
  - Tulipa riparia var. lutea
- Tulipa rocheliana
- Tulipa rosea
- Tulipa rubroalba
- Tulipa samarica
- Tulipa saracenica
- Tulipa sareptana
- Tulipa sarracenica
- Tulipa saxatilis
- Tulipa scabriscapa
- Tulipa scardica
- Tulipa schmidtii
- Tulipa schrenkii
- Tulipa scythica
- Tulipa segusiana
- Tulipa serotina
- Tulipa sharonensis
- Tulipa sibirica
- Tulipa sibthorpiana
- Tulipa silvestris
- Tulipa sinkiangensis
- Tulipa sintenisii
- Tulipa sogdiana
- Tulipa sommierii
- Tulipa sosnowskyi
- Tulipa sovietica
- Tulipa spathulata
- Tulipa speciosa
- Tulipa splendens
- Tulipa sprengeri
- Tulipa stapfii
- Tulipa stellata
- Tulipa stenopetala
- Tulipa strangulata
- Tulipa strangwaysiana
- Tulipa straussii
- Tulipa stricta
- Tulipa stylosa
- Tulipa subbiflora
- Tulipa subpraestans
- Tulipa subpreastans
- Tulipa subquinquefolia
- Tulipa sultanabadensis
- Tulipa sylvestris

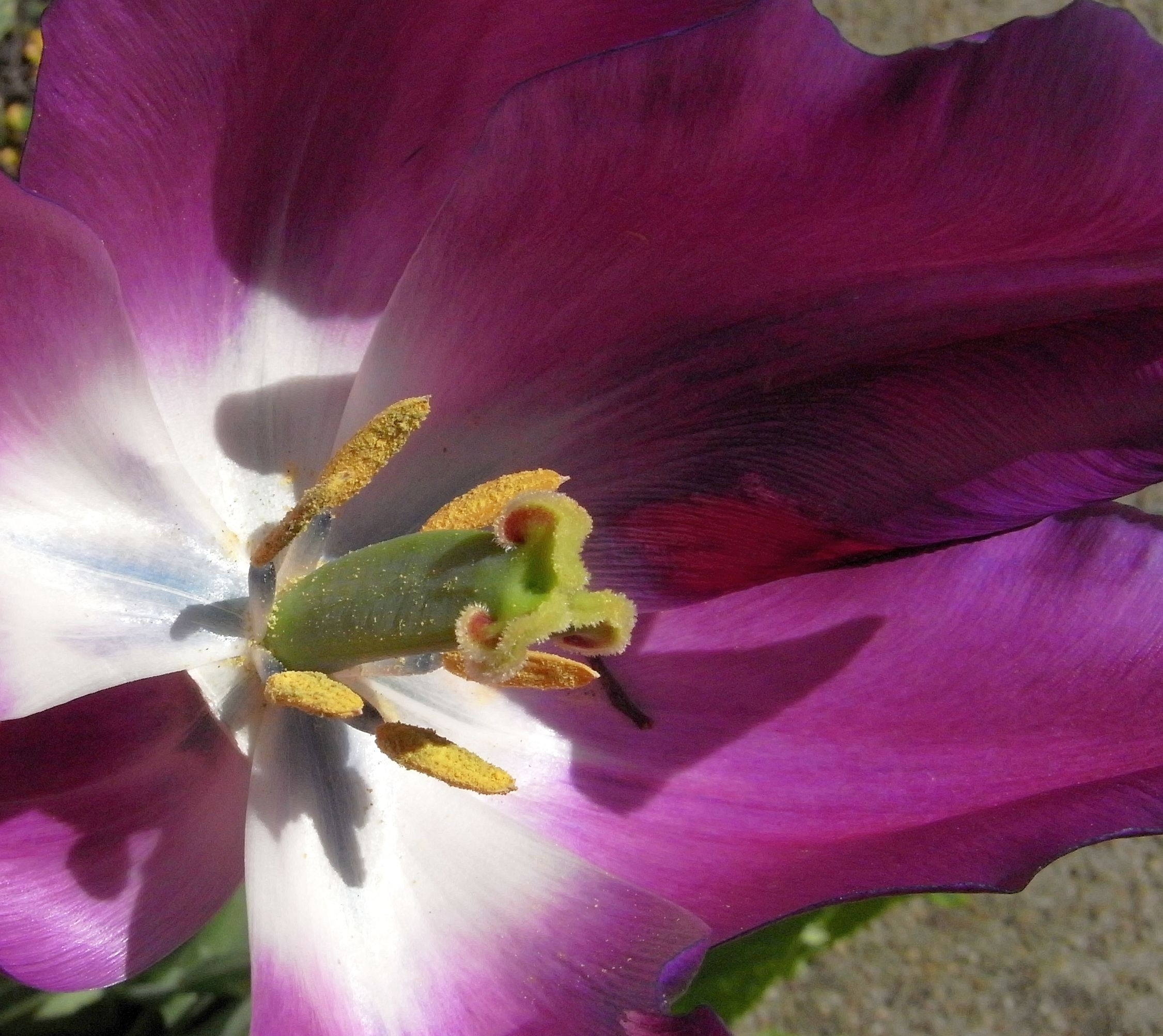
Bên trong hoa tulip

- - Tulipa sylvestris subsp. australis
  - Tulipa sylvestris subsp. sylvestris
  - Tulipa sylvestris subsp. mauritii
- Tulipa systola
- Tulipa talijevi
- Tulipa tarbagataica
- Tulipa tarda
- Tulipa tchitounyi
- Tulipa tetraphylla
  - Tulipa tetraphylla subsp. ostrowskiana
- Tulipa theophrasti
- Tulipa thianschanica
- Tulipa thirkeana
- Tulipa thracica
  - Tulipa tianschanica var. sailimuensis

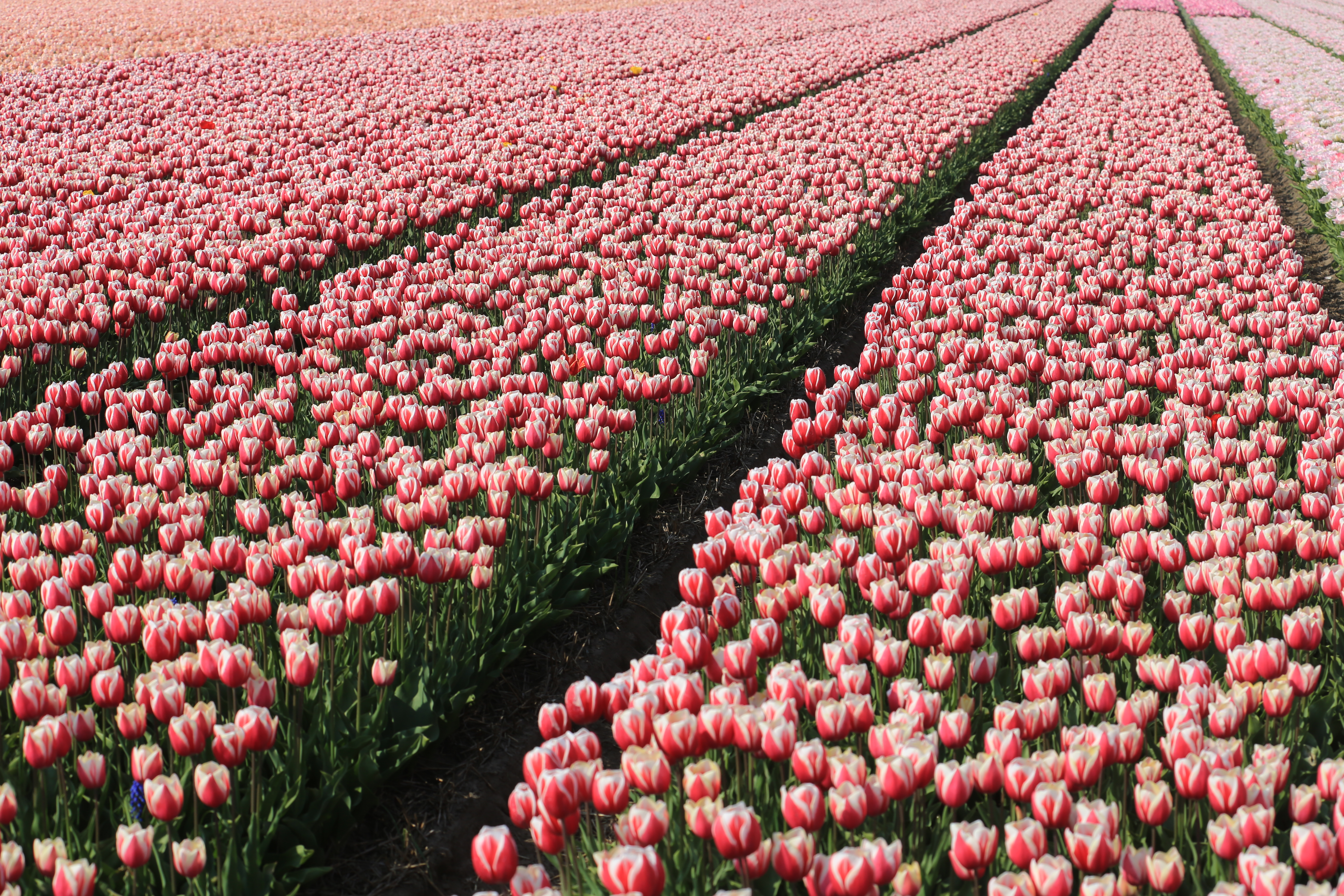
Trang trại tại miền bắc Hà Lan với hoa tulip

- Tulipa transtagana
- Tulipa tricolor
- Tulipa triphylla
- Tulipa tschimganica
- Tulipa tubergeniana
- Tulipa turcarum
- Tulipa turcica
- Tulipa turcomanica
- Tulipa turkestanica
- Tulipa ulophylla
- Tulipa undulata
- Tulipa undulatifolia
- Tulipa unguiculata
- Tulipa uniflora
- Tulipa urumiensis
- Tulipa urumoffii
- Tulipa uzbekistanica
- Tulipa valerii
- Tulipa variopicta
- Tulipa violacea

- - Tulipa violacea var. pallida
- Tulipa viridiflora
- Tulipa volgensis
- Tulipa vvedenskyi
- Tulipa watsoniana
- Tulipa wendelboi
- Tulipa whittallii
- Tulipa willmottae
- Tulipa wilsoniana
- Tulipa wolgensis
- Tulipa zenaidae

## Ảnh
Các ảnh dưới đây đều được chụp trong công viên Keukenhof, Hà Lan.

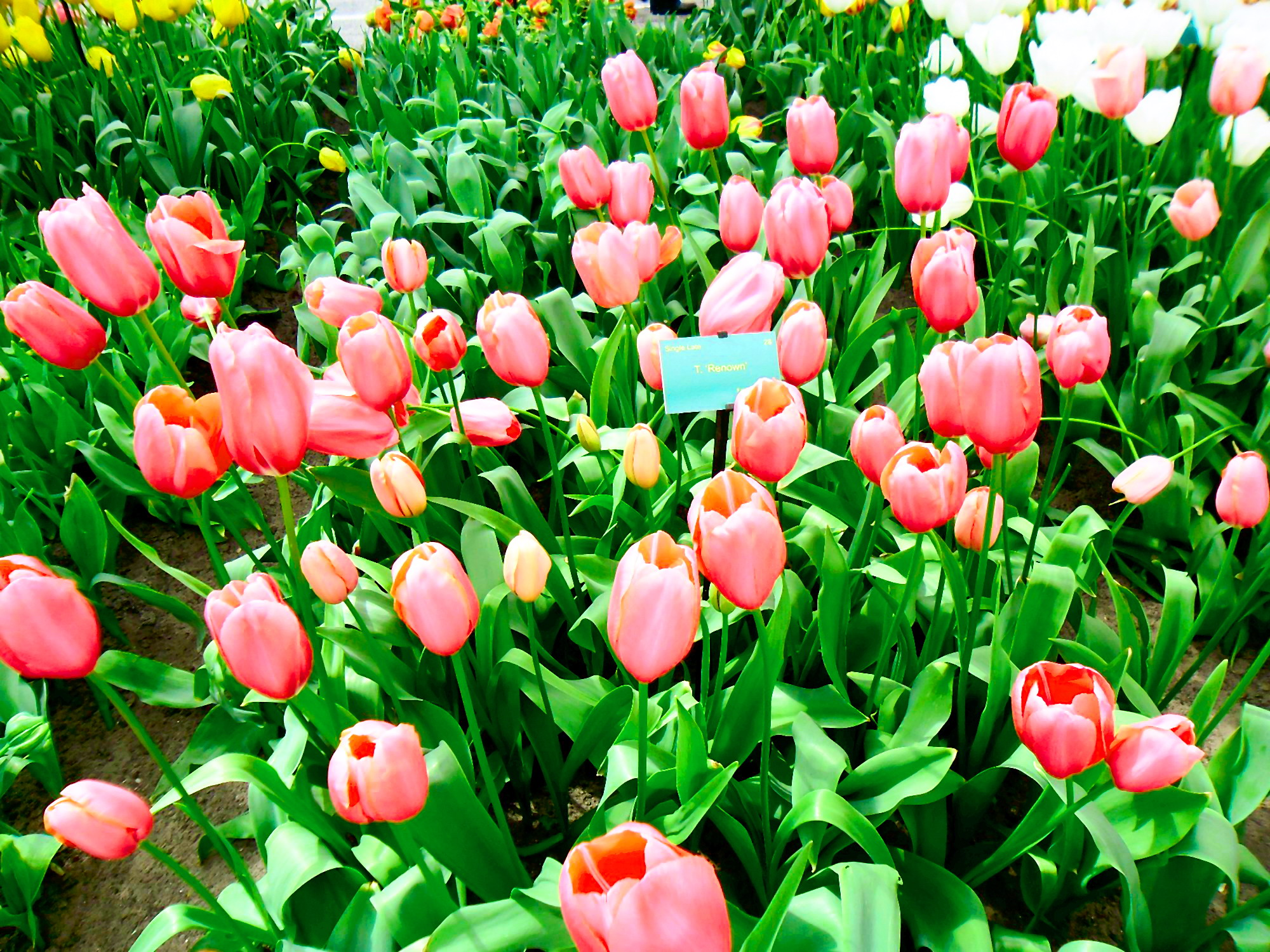
Tulip Renown - Single Late
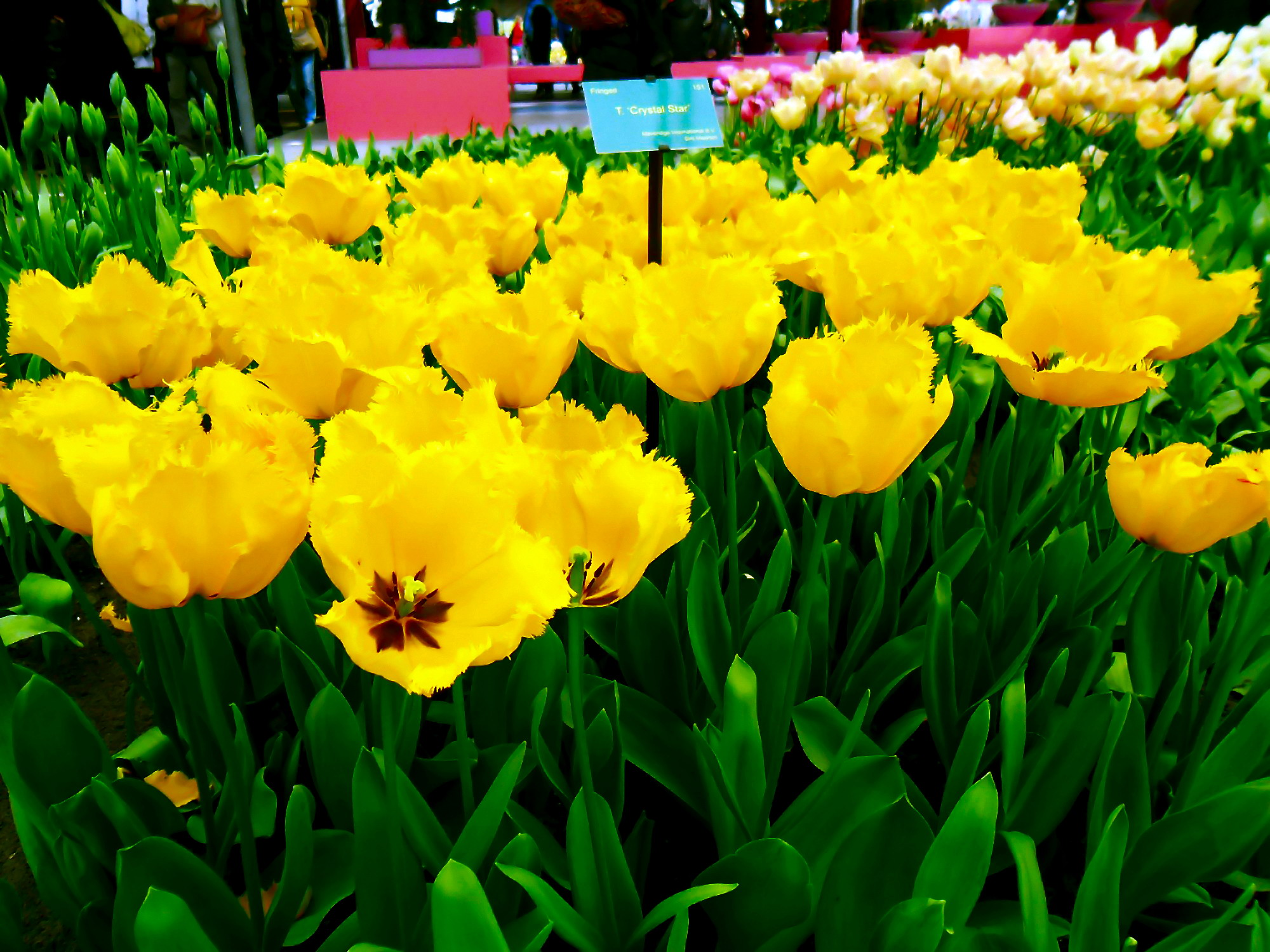
Tulip Crystar Satar
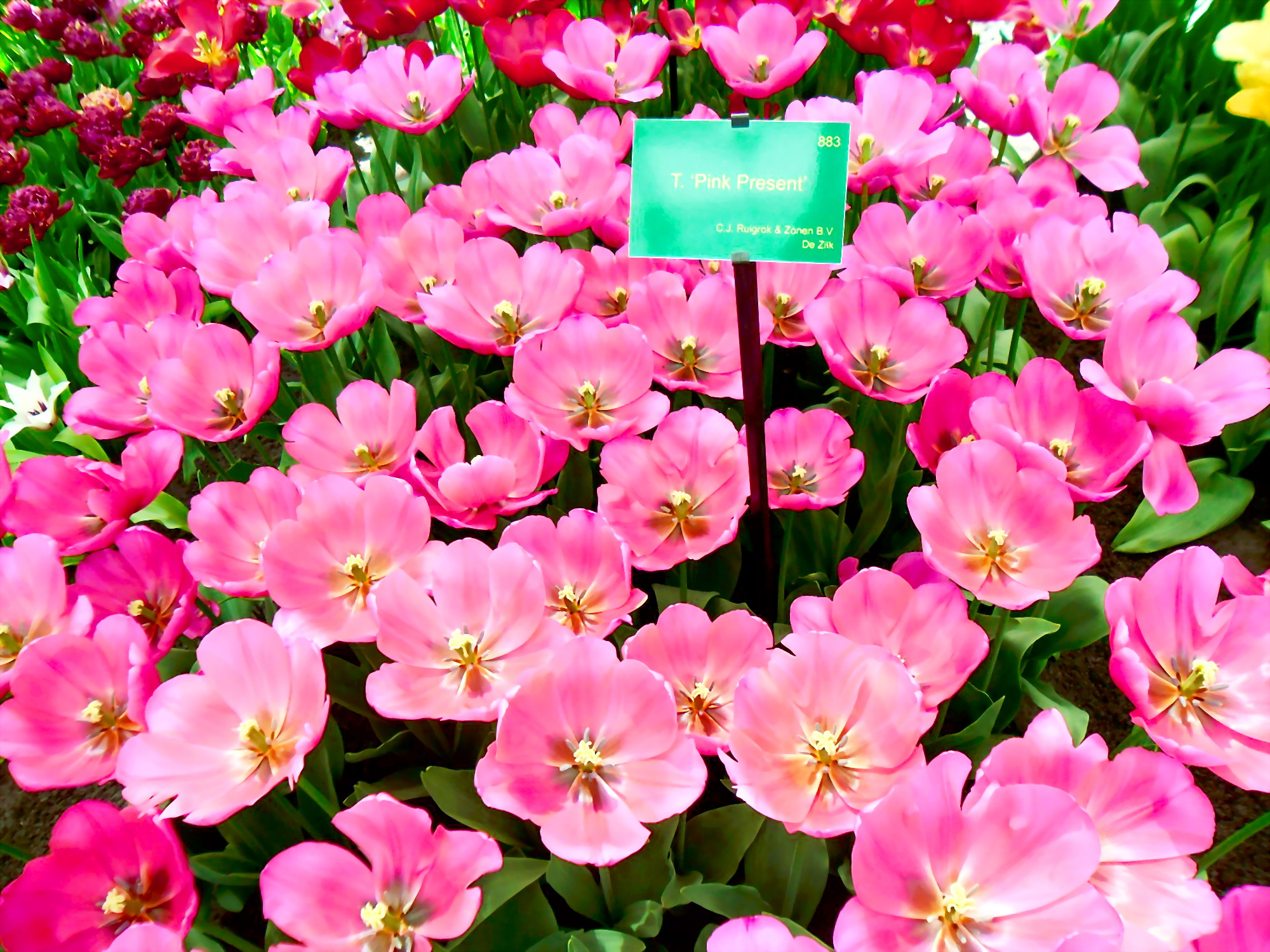
Tulip Pink Present
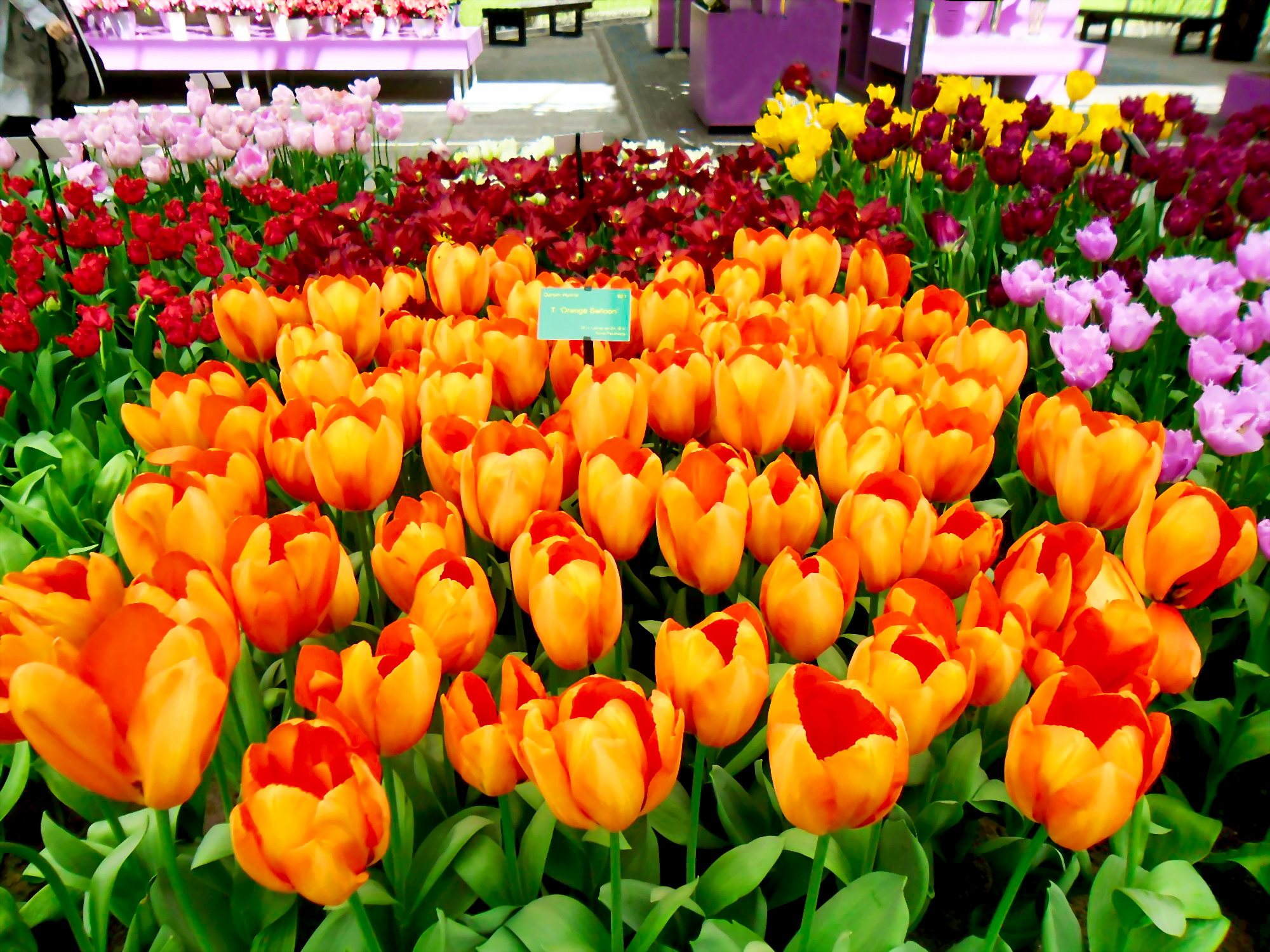
Tulip Orange Balloon
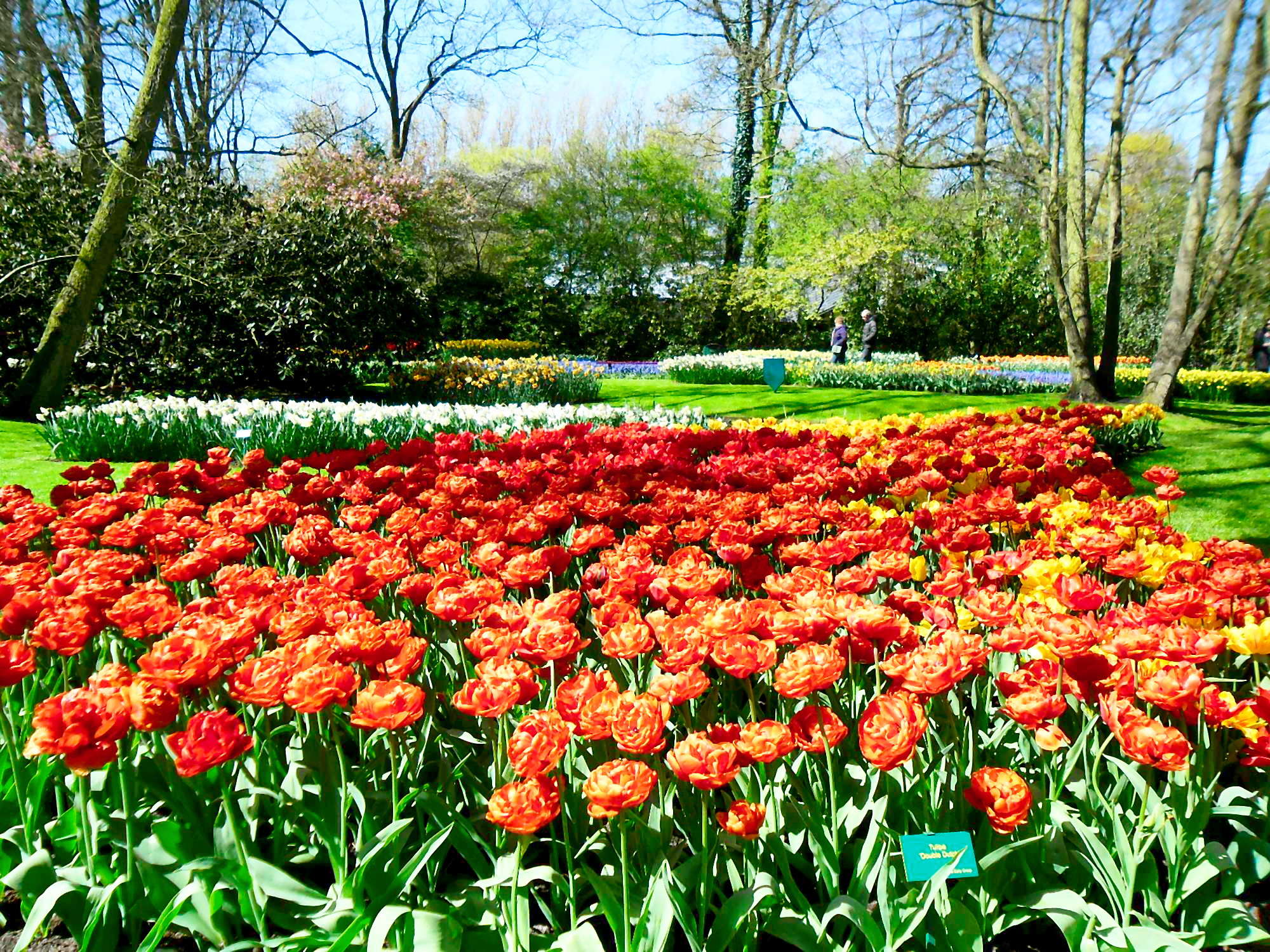
Tulip Double Dutch
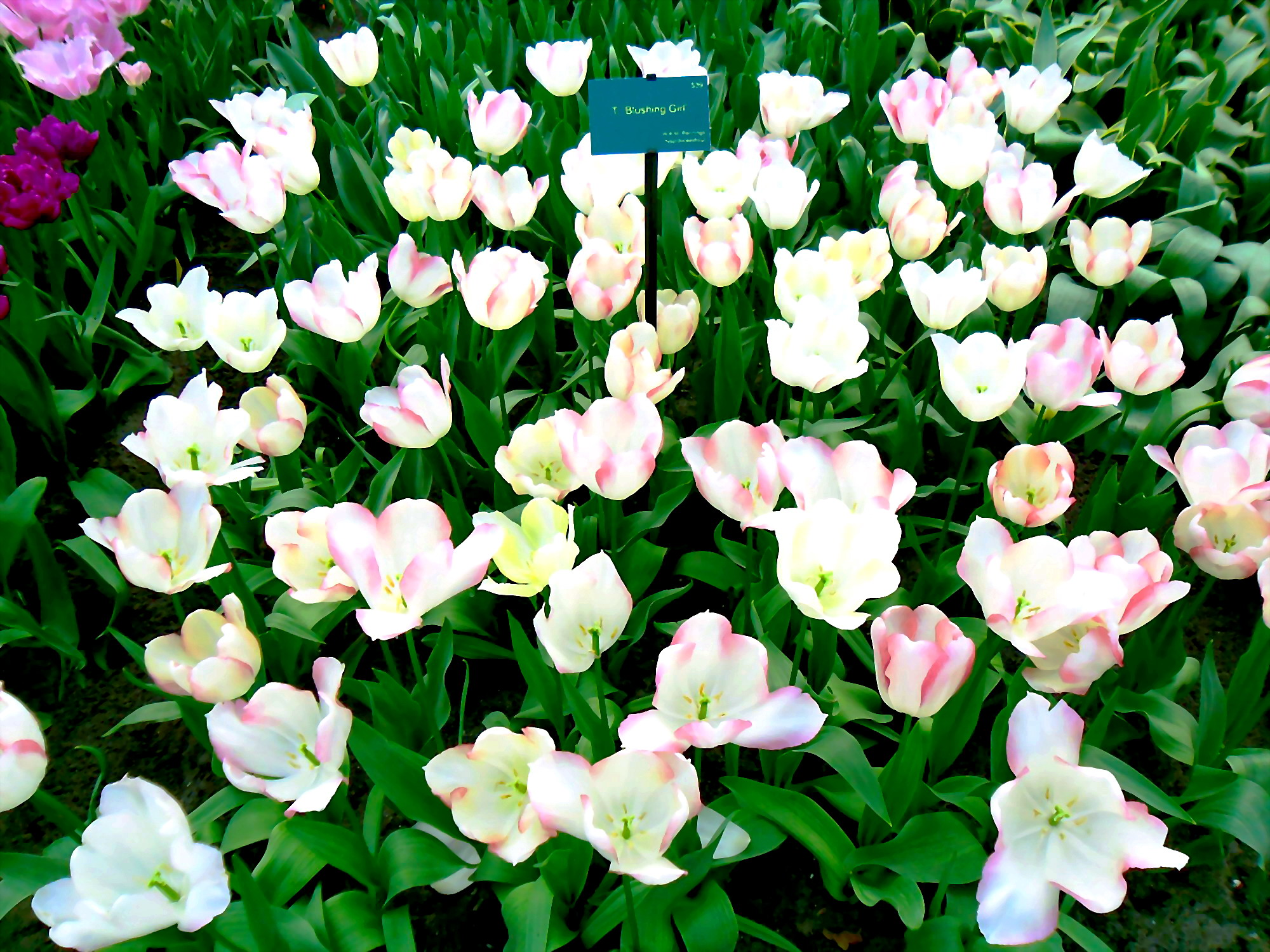
Tulip Blushing Gril
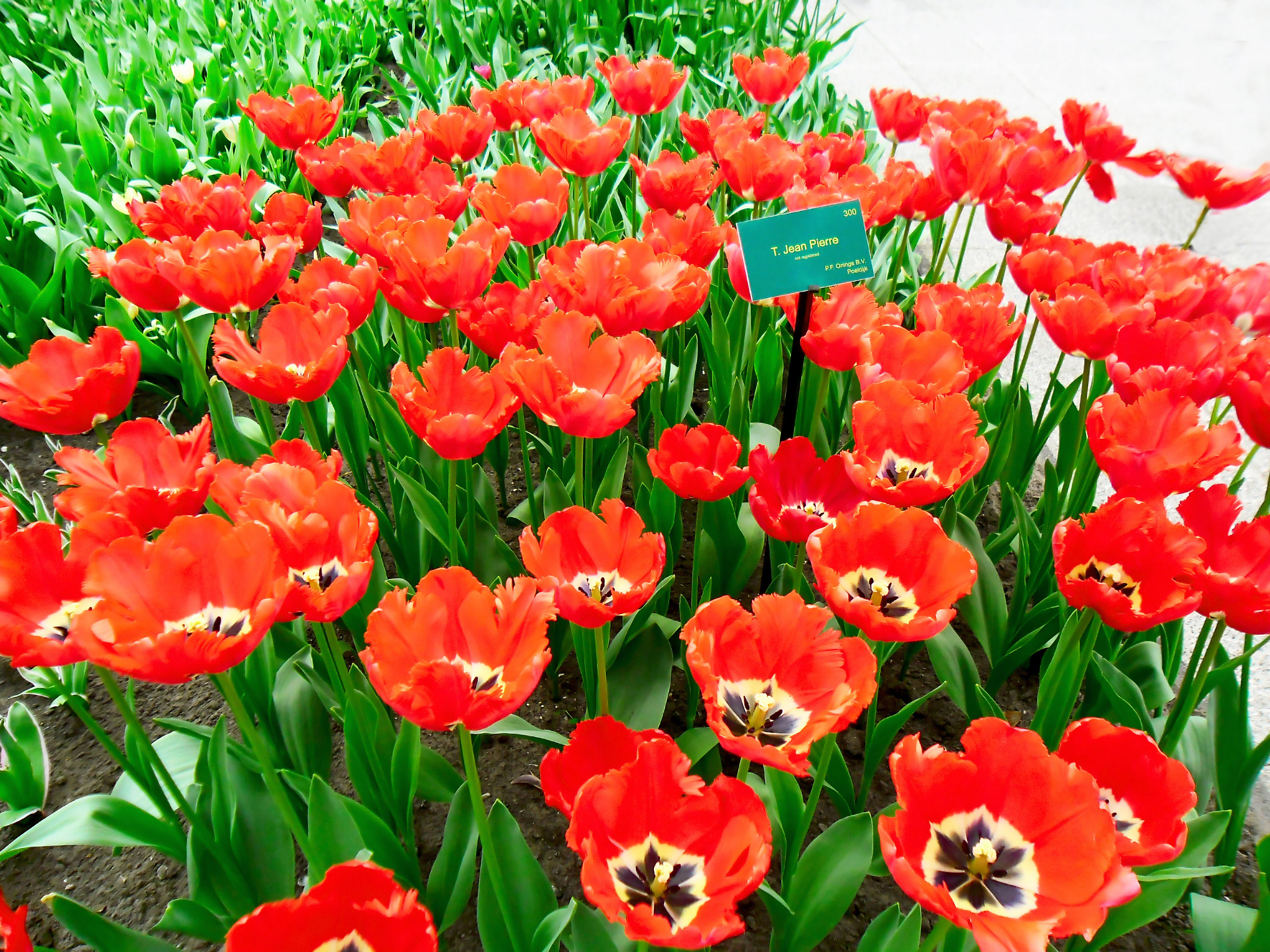
Tulip Jean Pierre
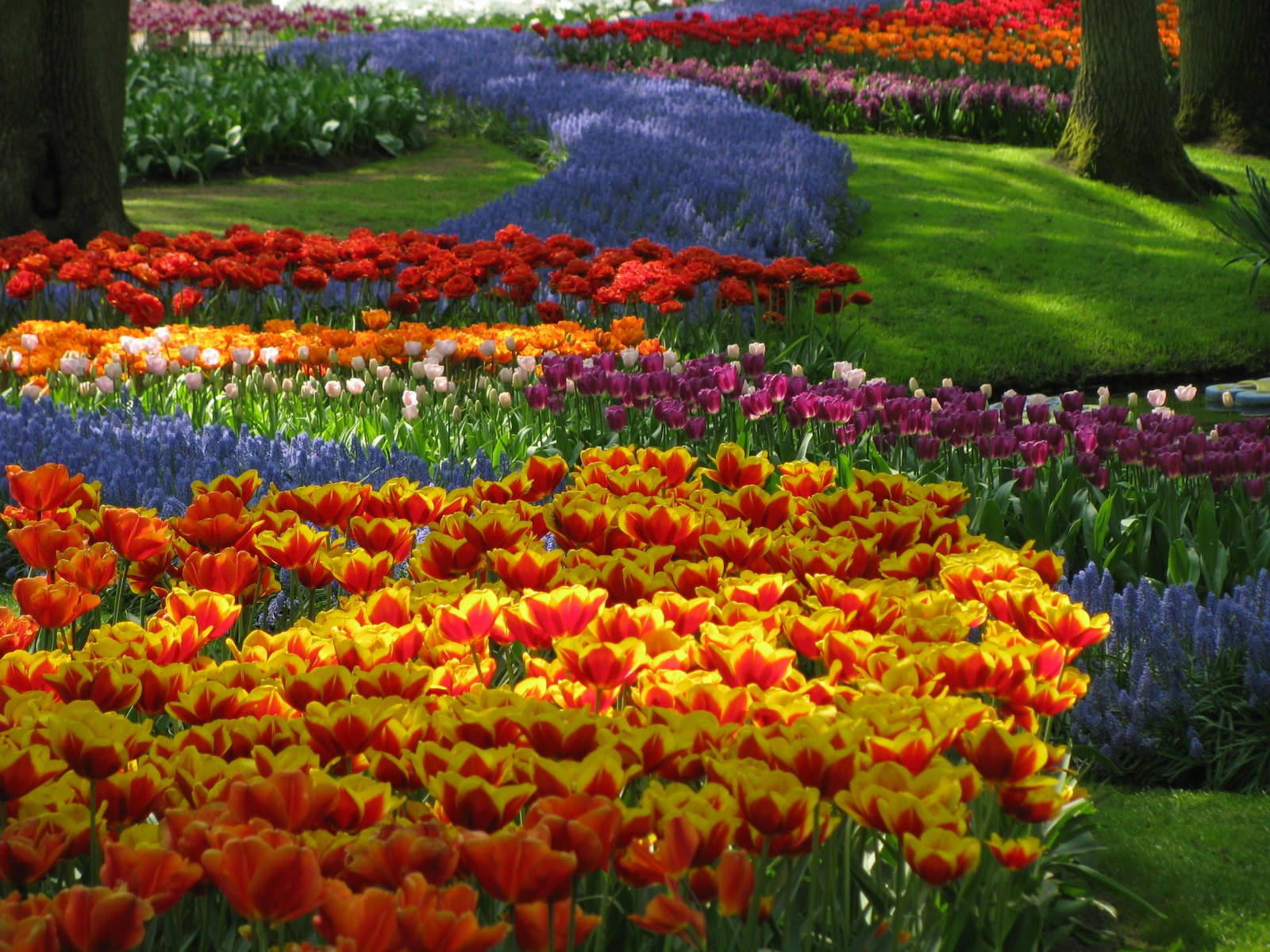